# Gelderse Vallei (waterschap)
Gelderse Vallei was een fusiewaterschap in de Nederlandse provincie Gelderland. Het waterschap werd opgericht in 1989 uit de waterschappen Barneveldse Beek, De Bovenste Polder onder Wageningen, Grebbedijk, Lunterse Beek en Wageningen en Ede en ging al na 4 jaar op in het waterschap Gelderse Vallei en Eem. Het omvatte de lage gebieden in de gemeenten Barneveld, Ede en Wageningen